# Јосипа Лисац
Јосипа Лисац (Загреб, 14. фебруар 1950) јесте југословенска и хрватска певачица.

## Биографија
Каријеру је почела у дечјем хору 1961. године певајући класичну и сакралну музику. Године 1967. постаје члан рок-групе O'Хара, коју напушта наредне године и прелази у Златне акорде. Свирају по фестивалима, концертима, игранкама, шире интерес за нову врсту музике - необуздану и пуну младалачког заноса. Снимају и сингл-албум са четири песме.
Године 1968. започиње соло каријеру певајући песму Арсена Дедића: Што ме чини сретном. У наредних неколико година ствара песме: Олуја (1970), Капетане мој (1970), Живот мој (1970), И тече, тече вријеме (1970)...
Снима две севдалинке: Омер-беже (1974) и Низ поље иди бабо, Сејмени (1974). Највећи успех бележи снимањем свог првог ЛП албума Дневник једне љубави (1973), за који је музику компоновао њен животни сапутник и претеча рока у СФРЈ - Карло Метикош. Већина критичара и музичара, као и публика, се слажу у оцени да је реч о једном од најбољих албума снимљених на овим просторима. Дневник једне љубави од тада носи титулу првог концептуалног дела у домену популарне и рок музике.
После његовог успеха, две године спрема улогу девојке Јане у првој југословенској рок-опери Губец-бег, инспирисаној романом Сељачка буна Аугуста Шеное. Либрето је писао Ивица Крајач, а оперу је компоновао Карло Метикош. Премијеру је доживела 1975. и играна је неколико наредних година широм СФРЈ.
Средином седамдесетих успешно експериментише у џез музици са Бошком Петровићем на албуму B.P. convention and all stars (1976).
Крајем седамдесетих одлази у Америку где ради албум Made in U.S.A (1979). Током осамдесетих снима велики број албума, а музички је све више ближа попу: Хир, хир, хир (1980), Лисица (1982), Хоћу само тебе (1983), Богиња (1987)... Држи велики број концерата где до изражаја долази сав њен креативни дар. Авангардне фризуре и одећа, заједно са снажним музичким изразом, чине њене наступе уникатнима.
После Карлове смрти 1992. наставља са експериментима. Снима албум духовне музике Честит Божић и на концертима прави обраде старих хитова дајући им нови израз. Последњи албум снима на самом прагу трећег миленијума, Живот (2000). Играла је у два америчка филма и у две авангардне представе.

## Дискографија

### Златни акорди
1. Лопов/Hallo taxi/Вољети, то је радост/То је наша љубав (1968)
2. Сунце сја за нас (1968)

### Сингл албуми
1. Нитко није као ти/Наша љубав (1969)
2. Живим само за тебе/Пријатељи (1969)
3. Живот мој/Спустила се киша (1970)
4. Капетане мој/И тече, тече вријеме (1970)
5. Олуја/Осамљеност (1970)
6. Самујем у самоћи сама/Све мајке свијета уз море (1971)
7. Радуј се срце моје/Још те чекам (1972)
8. Док размишљам о нама/Без тебе (1972)
9. На, на, на, на/Вечер у луна парку (са групом Time) (1973)
10. Остајеш ми само ти/Лежај од суза (1974)
11. Омер-беже/Низ поље иду, бабо, Сејмени (1974)
12. Чиним све у криви час/Човјек (1976)

### ЛП албуми
1. 1941. Поема Бранка Ћопића (1971) Корни група, Дадо Топић и Јосипа Лисац
2. Дневник једне љубави (1973)
3. Највећи успјеси 68/73 (1974)
4. Губец-бег (1975) рок-опера
5. B.P. convention and all stars (1976)
6. Made in USA (1979)
7. Хир, хир, хир (1980)
8. Лисица (1982)
9. Хоћу само тебе (1983)
10. Богиња (1987)
11. Баладе (1987)
12. Честит Божић (1992)
13. Live in Lap (1992)
14. Концерт у част Карла Метикоша (1995)
15. Живот (2000)
16. Живим по своме (2009)

## Фестивали
Ваш шлагер сезоне, Сарајево:
- Halo, taxi (са групом Златни акорди), '68
- Сјети се стабла, '69
- Фантазија, '70

Омладина, Суботица:
- Сунце сја за нас (са групом Златни акорди), друго место, '68

Опатија:
- Што ме чини сретном (алтернација са Сенком Велетанлић), трећа награда публике, '68
- Олуја, трећа награда публике и друга награда стручног жирија, '70
- На, на, на, '73

Београдско пролеће:
- Ти немаш храбрости, '72

 Сплит:
- Кренуле су лађе, '69
- Игра валова у мом сјећању (Playing solitaire with my memory), '69
- Капетане мој, '70
- Осамљеност (Lonely melody), '70
- Све мајке свијета уз море, '71
- Нисмо ми без циља, треће место, '87
- Нисмо ми без циља (Вече сплитских бисера), '90
- Само илузија, '91
- Мелодије хрватског Јадрана, Сплит - Испочетка, 2000
- Живот је само мост, победничка песма, 2000

Загреб:
- Љубав што се гаси, '69
- Живот мој, '70, прва награда публике
- И тече, тече вријеме, '70
- Хир (са групом Ми) / Мреже љубави, '71
- Док размишљам о нама, победничка песма, '72
- Заборави све, '73
- Остајеш ми само ти, '74
- Криво је све, '80
- Краљица дивљине, награда стручног жирија, '86
- Писмо, '88
- Траје ноћ, '99

Скопље:
- Довидување, '69
- Мислев ќе те заборавам, '71

Југословенски избор за Евросонг:
- Најљепши дан, Загреб '69
- Ha, нa, нa, нa", Сарајево '72
- Још те чекам, друго место, Београд '70
- Гдје Дунав љуби небо, осмо место, Београд '87

Фестивал војничких песама:
- Вечерња елегија, '70
- Дванаеста је мајка Славоније (са Ладарицама), '75

Златни Орфеј, Бугарска:
- Реци вјетре, прва награда фестивала, '70

Песма лета:
- Самујем у самоћи сама, '71
- Радуј се, срце моје, '72

Словенска попевка:
- Човјек, '75

Internationales schlagerfestival, Dresden:
- Jugend (О једној младости), '80

МЕСАМ:
- Добре вибрације, друга награда публике, '86
- Ја болујем, прва награда публике, '87

Мелодије мора и сунца, Порторож:
- Јутро, трећа награда публике и награда за интерпретацију, '87
- Данас сам луда, '91

Задар:
- Пјесма за тебе, 2000

Мелодије Истре и Кварнера:
- Паучина, 2001

CMC festival, Пула:
- Свијет око нас, 2008

## Позориште
1. Губец-бег (1975)
2. Сузна Марија Сиракушка (1994)
3. Шизофренија (1997)
4. Пијана ноћ (2007)

## Филмографија
1. Wallenberg: A hero's story[5] (1985)
2. The dirty dozen: The fatal mission[6] (1988)

## Телевизија
1. Максиметар (1970)
2. 1941. (1971)
3. Хотел за птице (1973)
4. Част ми је позвати вас (1977)
5. Формула 1 (1984)
6. Смоговци: Вјенчање Дуње и Мазала (1992)
7. Над липом 35 (2007)
8. Битанге и принцезе (2008)